# Dermatillománia

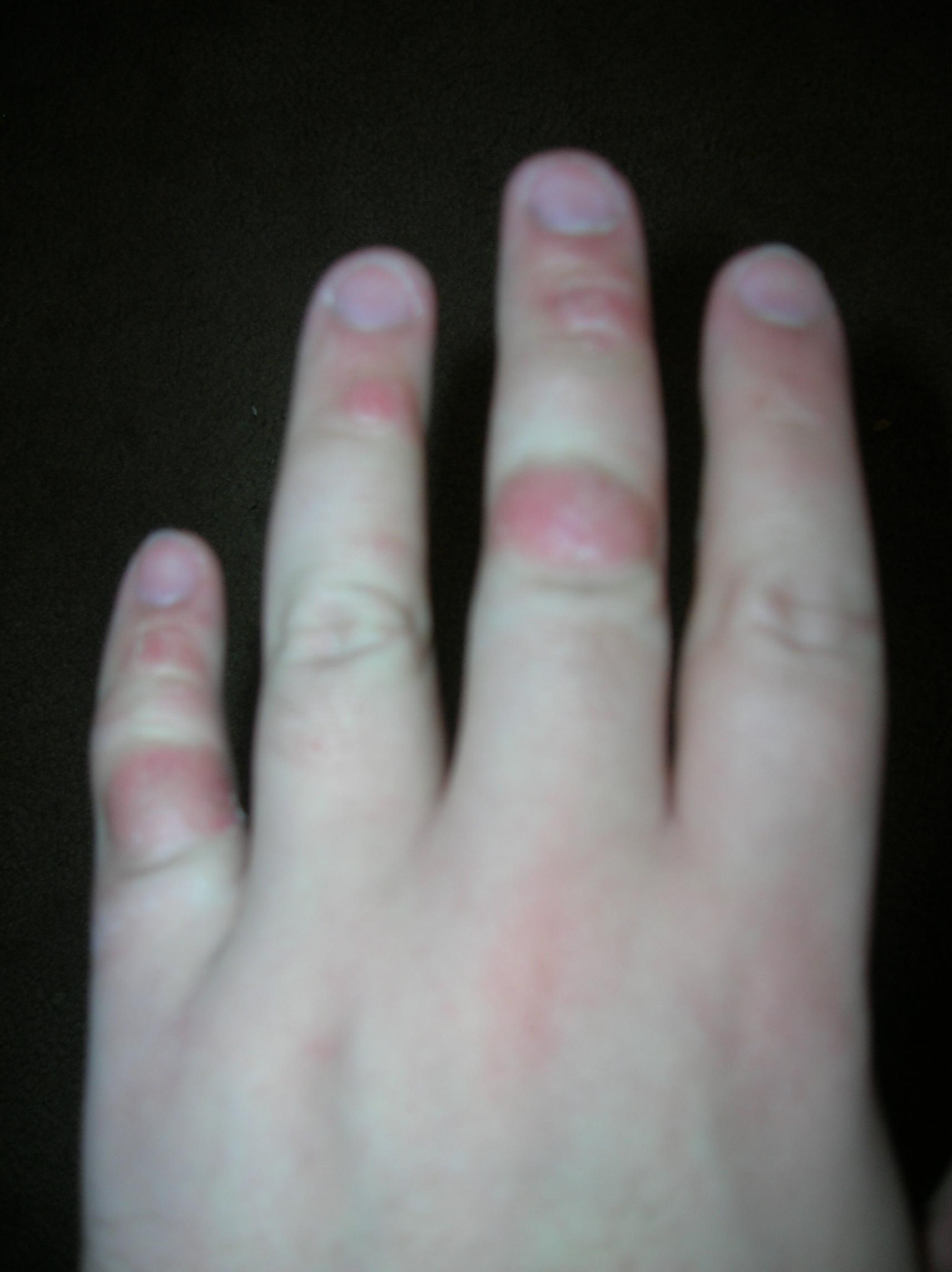
A bőr elváltozása dermatillománia esetén

A dermatillománia más néven patológiás bőrcsipkedés (önsértő vagy neurotikus dermatózis, neurotikus felsértés, pszichikus felsértés) a viselkedési addikciók körébe tartozik. 2001-ben Arnold és munkatársai próbálták meghatározni azokat a tüneteket, amelyek alapján diagnosztizálható.

## Kritériumai
1. A bőr felsértése (pl. a bőr vakarása, csipkedése, falcolása, vagdosása, szurkálása, dörzsölése), vagy pedig megszállottság, ami a bőr felsértésére irányul.
2. A bőr felsértésével kapcsolatos gondolatok, késztetések, erre irányuló viselkedés, amelyek stresszoldóként hatnak.
3. Időigényessége miatt a társas és foglalkozási tevékenységeket akadályozza. Egészségügyi problémákat is okozhat, főként fertőzés formájában.
4. Nem magyarázható más mentális zavarral.

## Típusai
Kompulzív típus:
1. Kényszergondolat eredményeképp alakul ki és/vagy a szorongás elkerülésére, csillapítására szolgál.
2. A cselekedet tudatos, és a személy igyekszik ellenállni a késztetésnek.
3. Felismeri a cselekedete káros és értelmetlen voltát.

Impulzív típus:
1. A bőr felsértése örömérzettel, és a szorongás csökkenésével jár együtt.
2. Automatikus cselekedet, éppen ezért csekély az ellenállás a végrehajtás megakadályozására.
3. Ennek a cselekedetnek az értelmetlenségét és káros voltát csak minimálisan látja be.

Kevert típus: Kompulzív és impulzív jellegzetességek is megjelennek.

## Kezelése
Főként farmakoterápiás módszerekkel (például antidepresszánsok), valamint viselkedésterápiával, és relaxációs technikával történik.